# جو یون هی (بازیگر، زاده ۱۹۷۷)
جو یون هی (کره‌ای: 조연희؛ زادهٔ ۵ ژوئن ۱۹۷۷) بازیگر اهل کره جنوبی است. او به خاطر ایفای نقش در مجموعه‌های تلویزیونی از جمله آقای ملکه و وکیل یک دلاری شناخته می‌شود. او همچنین در فیلم‌های کهنه‌سرباز و معجزه: نامه‌هایی به رئیس‌جمهور نیز حضور پیدا کرده‌است.

## فیلم‌شناسی

### فیلم
| سال  | عنوان                        | نقش                 |
| ---- | ---------------------------- | ------------------- |
| ۲۰۰۷ | مهمان و مادرم                | کارگر فروشگاه عروسی |
| ۲۰۰۷ | یکی پشت سرته                 | کیم جه سون          |
| ۲۰۱۵ | کهنه‌سرباز                    | کارگر قراردادی      |
| ۲۰۱۶ | کرتین کال                    | چو مین کی           |
| ۲۰۱۶ | شیون                         | میزبان بار          |
| ۲۰۲۱ | معجزه: نامه‌هایی به رئیس‌جمهور | روستایی             |

### مجموعه تلویزیونی
| سال  | عنوان                | نقش            | منابع  |
| ---- | -------------------- | -------------- | ------ |
| ۱۹۹۸ | کلینیک سون‌پونگ       | می یونگ        | [ ۹ ]  |
| ۱۹۹۹ | هپی توگدر            | جو هی جو       | [ ۹ ]  |
| ۱۹۹۹ | گوجه                 | خانم سونگ      | [ ۹ ]  |
| ۲۰۰۴ | ۱۸ شیرین             |                | [ ۹ ]  |
| ۲۰۰۶ | ضربه عالی توقف‌ناپذیر | مربی یوگا      | [ ۹ ]  |
| ۲۰۰۷ | جراح بونگ دال هی     | سو جو          | [ ۱۰ ] |
| ۲۰۰۹ | پسران بسیار عالی من  | سرپرست کودک    | [ ۱۱ ] |
| ۲۰۱۵ | گمشده                | زن شین جی سوب  | [ ۱۱ ] |
| ۲۰۱۶ | واحد ۳۸              | زن بک سونگ ایل | [ ۱۱ ] |
| ۲۰۱۶ | رازهای زنان          | پرستار کیم     | [ ۱۱ ] |
| ۲۰۱۷ | بد گایز              | سونگ جی سو     | [ ۱۱ ] |
| ۲۰۱۹ | سگ سیاه              | کیم یی بون     | [ ۱۲ ] |
| ۲۰۲۰ | آقای ملکه            | ملکه مادر جو   | [ ۱۳ ] |
| ۲۰۲۱ | زن بی‌نظیر            | هو جه هی       | [ ۱۴ ] |
| ۲۰۲۲ | وکیل یک دلاری        | اوه مین آه     | [ ۱۵ ] |
| ۲۰۲۲ | کور                  | جو این سوک     | [ ۱۶ ] |

## جوایز و نامزدی‌ها
| مراسم جوایز            | سال  | دسته              | نتیجه | منابع  |
| ---------------------- | ---- | ----------------- | ----- | ------ |
| سومین جوایز درامای کره | ۲۰۱۰ | جایزه تازه‌کار سال | برنده | [ ۱۷ ] |